# Dissociació per captura d'electrons
La dissociació per captura d'electrons (en anglès electron-capture dissociation, o ECD) és un mètode de fragmentació molecular en fase gas utilitzat en espectrometria de masses en tàndem i desenvolupat per Roman Zúbarev i Neil Kelleher en el laboratori de Fred McLafferty a la Universitat de Cornell.

## Principis bàsics
La dissociació per captura d'electrons es basa en la introducció directa d'electrons de baixa energia en una molècula M protonada en fase gas. Aquesta captura d'electrons provoca l'alliberament d'energia potencial elèctrica i indueix la fragmentació de la molècula i la generació de ions producte (o fragments).
{\displaystyle [{\ce {M}}+n{\ce {H}}]^{n+}+{\ce {e^- ->}}{\bigg [}[{\ce {M}}+n{\ce {H}}]^{(n-1)+}{\bigg ]}^{*}{\ce {-> fragments}}}.
La introducció dels electrons contrasta amb una altra tècnica de fragmentació molecular per espectrometria de masses, la dissociació per transferència d'electrons, en la qual els electrons són transferits per col·lisió entre la molècula d'interès (catió) i un reactiu de tipus anió.
El mecanisme molecular exacte pel qual té lloc la dissociació per captura d'electrons encara és motiu de debat, però el fet que la molècula no es fragmenti sempre per l'enllaç més dèbil fa pensar que es tracta d'un procés ràpid (no ergòdic) en el qual no es permet que l'energia es relaxi lliurement de forma intramolecular.
La dissociació per captura d'electrons és especialment indicat per a l'anàlisi de pèptids amb modificacions post-traduccionals, ja que els pèptids retenen les seves modificacions post-traduccionals tals com fosforilació i la O-glicosilació durant la fragmentació. En la fragmentació de molècules peptídiques, la dissociació per captura d'electrons produeix principalment ions de tipus c i z. Malgrat tot, la seva baixa eficiència de fragmentació la seva baixa junt amb altres altres dificultats experimentals n'han limitat la seva utilització.